# 主戦場
「主戦場」（しゅせんじょう）（原題："Shusenjo: The Main Battleground of the Comfort Women Issue") は、2019年公開のドキュメンタリー映画。
ミキ・デザキの映画監督デビュー作となる作品で、日本の慰安婦問題を扱っており、現在の慰安婦問題に関連する人物のインタビューを軸に、アーカイブやニュース映像を織り交ぜた作品になっている。英語字幕版・日本語字幕版・韓国語字幕版が製作されている。

## 概要
ミキ・デザキの監督デビュー作となる作品で日本の慰安婦問題を扱っている。インタビュー形式で多くの知識人・文化人や学者が登場する。2018年 釜山国際映画祭 ドキュメンタリー・コンペティション部門出品作品。
デザキは、2019年の11月から、イギリスやフランス、ノルウェー、ドイツ、イタリア、スイス、スウェーデンといったヨーロッパの国々を巡って上映会を行っている。
取材を受けた映画出演者5人が、合意なしに映画を商業公開されたとして民事訴訟を起こしているが、一審、二審、最高裁全てで監督と配給会社が全面勝訴した。

## キャッチコピー
「ようこそ、『慰安婦問題』論争の渦中（バトルグラウンド）へ」
「ひっくり返るのは歴史か　それともあなたの常識か」
「あなたが『ネトウヨ』でもない限り、彼らをひどく憤らせた日系アメリカ人Youtuberのミキ・デザキを、おそらくご存じないだろう。ネトウヨからの度重なる脅迫にも臆せず、彼らの主張にむしろ好奇心を掻き立てられたデザキは、日本人の多くが『もう蒸し返して欲しくない』と感じている慰安婦問題の渦中に自ら飛び込んでいった。慰安婦たちは『性奴隷』だったのか？『強制連行』は本当にあったのか？なぜ慰安婦たちの証言はブレるのか？そして、日本政府の謝罪と法的責任とは・・・？...」

## 監督
ミキ・デザキ（Norman Mikine Dezaki、出崎幹根）は、1983年、フロリダ州生まれのアメリカ人。日系2世。2007年に外国人英語等教育補助員として来日。山梨県と沖縄県の中学で5年間教鞭をとる。Youtubeに「Racism in Japan（日本のレイシズム）」や「Shit Japanese Girls say（日本人少女らのたわごと）」などの動画を投稿し、ネット上で話題を呼ぶ。
2015年に再来日し、2018年に上智大学において主戦場の出演者でもある中野晃一に指導を受け、修士課程を終了。
YouTuberとしてのハンドルネームはMedama Sensei:21。

## 出演
クレジット順
- トニー・マラーノ（a.k.a テキサス親父）
- 藤木俊一（テキサス親父のマネージャー）
- 山本優美子（なでしこアクション）
- 杉田水脈（衆議院議員（自由民主党））
- 藤岡信勝（新しい歴史教科書をつくる会）
- ケント・ギルバート（カリフォルニア州の弁護士、日本のテレビタレント）
- 櫻井よしこ（ジャーナリスト）
- 吉見義明（歴史学者）
- 戸塚悦朗（弁護士）
- ユン・ミヒャン（韓国挺身隊問題対策協議会）
- イン・ミョンオク（ナヌムの家の看護師、元慰安婦の娘）
- パク・ユハ（日本文学者）
- フランク・クィンテロ（元グレンデール市長）
- 林博史（歴史学者）
- 渡辺美奈（アクティブ・ミュージアム女たちの戦争と平和資料館）
- エリック・マー（元サンフランシスコ市議）
- 中野晃一（政治学者）
- イ・ナヨン（社会学者）
- フィリス・キム（カリフォルニア州コリアン米国人会議）
- キム・チャンロク（法学者）
- 阿部浩己（国際法学者）
- 俵義文（子どもと教科書全国ネット21）
- 植村隆（元朝日新聞記者）
- 中原道子（「戦争と女性への暴力」リサーチ・アクション・センター）
- 小林節（憲法学者）
- 松本栄好（元日本軍兵士）
- 加瀬英明（日本会議）

### 出演者の人選
あらゆる人々がインタビューを快諾してくれた理由について、監督は、自身が日本人でも韓国人でもない日系アメリカ人だったからと説明しているが、対立する立場の論客を大勢出演させ本音を語らせる事に成功した手腕を評価する声がある一方で、監督と意見を異にする論客を出演させる為に用いた手法には批判もあり、訴訟も起こされている。
批判の一つとして、映画の中でいわゆる”歴史修正主義者”に反論する側が法律や歴史の専門家であるのに対し、”歴史修正主義者”側には学者が殆ど登場しないことが主張される。唯一の学者である藤岡信勝について、監督自身、教育学が専門で歴史学が専門ではないことを認めていた。アール・キンモンスは、映画では”否定主義者”とされた者らがその発言を短く編集されたのに対し、事前に決められた物語を支持する19人もの人間が登場すると述べている。
監督は、”歴史修正主義者”の主張は、映画の中で”専門家”によってファクトチェックされ、説得力を失ったと説明しているが、Australia-Japan Community Network（AJCN）代表の山岡鉄秀は、吉見義明や林博史を出演させるなら、秦郁彦や西岡力といった研究者を出演させ、専門家同士で議論させるべきだと批判した。朴裕河も、吉見らの論争の相手は本来、大沼保昭や秦郁彦、あるいは日本政府の公式見解であるべきだという意見に賛同している。
映画に”否定派”の学者が登場しないという指摘に対し、監督は、秦郁彦や目良浩一、高橋史朗にも出演交渉をしたが、断られたと説明した。もっとも目良は社会工学や交通工学、高橋は教育学が専門で、いずれも監督自ら「歴史家ではない」と評した藤岡と同じ立場である。
また監督は、2019年4月4日の外国特派員協会で、西岡力にインタビューしなかった理由を、他の人々（非専門家）の主張と大差ないからと説明した。

### 出演交渉
映画の中で”歴史修正主義者”と紹介される出演者たちは、以下のようなメールで出演を依頼された。
政治活動家の山本優美子は、上智大学の後輩の卒業プロジェクトに協力する積りで母校でインタビューを受けたが、完成した映画では、”歴史修正主義者”として紹介された上、インタビュー映像を本人とは直接関係のない過激なデモの映像と繋げられている。山本は、インタビューを大学院生の純粋な卒業課題だと信じ込んでいたという。

## 制作意図
監督は、公開前のインタビューで「『慰安婦問題』をあらゆる思想や信条を持った人々が額を寄せ合って見つめることができれば、（日韓が）互いに理解し合える日が来る」と考えたのが制作の動機だと述べている。
公開後は、「両方の国民が慰安婦問題についてより深く理解すれば、互いに憎むことなく、もっと建設的な話し合いができると思った」と述べる一方で、「（日本の）右派の偽善や一貫性のなさを見せたかった」とも明かした。
監督は映画製作の切っ掛けを、Youtuber時代の動画が「ネトウヨ」から攻撃を受け、元朝日新聞記者の植村隆が同じように攻撃されていることを知り、なぜ日本の右派はそこまでして慰安婦問題に敏感になるのか興味を抱いたからだと述べている。

## 構成
「イデオロギー的にも対立する主張の数々を小気味良く反証させ合いながら、精緻かつスタイリッシュに一本のドキュメンタリーに凝縮させていく」という触れ込みだが:3、映画は、”歴史修正主義者”に持論を述べさせた後、”専門家”がそれに反論 するという構成になっている。
これについてAustralia-Japan Community Network（AJCN）代表の山岡鉄秀は、ケント・ギルバートらに喋らせた後で、相手側の研究者に反論させ、そのまま再反論の機会を与えておらず、時間配分も極端に偏っていると評した。経済評論家の上念司は、ディベートであれば、肯定側と否定側に平等な条件が与えられ、最初に議論を始めた側（立論側）が最後に反論する権利を有するのがルールだが、この映画はそのような形になっていないと評した。
ジャーナリストの江川紹子は、分断と対立を煽る作りになっていると評した。
同じくジャーナリストの小林恭子は、映画は「『中立』ではない。その評価は観客に委ねられた」と評した。
一方、こうした手法を支持する者もいる。戦史研究家の山崎雅弘は、デザキとの対談で、日本のメディアが慰安婦のような問題を取り上げる際は、両論併記をすることが多いが、これは事実とウソを並べて両方を宣伝しているようなものだと述べた。
ドキュメンタリー ディレクターの森達也は、この映画ではテレビ的な両論併記は行っておらず、スリリングな展開の為に二つの主張を提示して監督の思いと結論を明示しており、アンフェアだという批評はドキュメンタリーや表現を分かっていない発言だと擁護した:84。
監督は、以下のように批判に反論している。

## 編集
藤岡信勝は、国家は他国に対して謝罪しないものと説明したところ、「国家は謝罪しない」と語っている映像の断片を米国大統領が自国民（日系人）に謝罪してる映像と繋がれてしまった。
発言の切り取りや編集の仕方を巡る批判に対し、監督は、出演者は騙されたわけではなく、自らの意思で発言したのだと反論している。
映画の公開後、映画と同じ条件で藤岡信勝がインタビューを申し込んだところ、デザキは応じず 、週刊新潮のインタビューの申し込みは「英語話者なので、日本語での取材は受けかねる」と拒否された。日本語が喋れることを確認して再度申し込むと、日本語で複雑な議論は難しく取材は通訳を介して行っていると回答した。

## 歴史修正主義者
映像ディレクターの大島新は、映画の早い段階で一方を「歴史修正主義者」と呼んだことで、監督の立ち位置が中道でない事が見えてしまったと評した。
外務省の関係者は、テロップで「歴史修正主義者」や「否定論者」という文字を映し出しつつ、インタビューの合間に日本の嫌韓デモや右翼団体の映像を挿入する手法は、中立的とは言えないと述べた。
デザキは、世界的に合意されている歴史観を変えようとしている人々を「歴史修正主義者」と呼ぶと説明している。”歴史修正主義者”は、映画の製作者側から「否定論者」「ネトウヨ」とも呼称されている。対立する側の出演者には、同様のレッテル貼りは行われていない。
映画監督の想田和弘は、アメリカでは「歴史修正主義者」とは「トンデモ説な人たち」というニュアンスだとした上で、この映画での使われ方について、右派とか保守派とか曖昧な言葉で表現するより正確だと述べた:73。
デザキは、自分は「いわゆる（so called）歴史修正主義者」と呼んでおり、また、この呼び方に不満を表明した出演者の一人に「では、なんと呼ばれたいのか」と訊ねたところ答えがなかったと反論している。

## 上智大学
「主戦場」は、上智大学の大学院生だったデザキの学術研究（卒業プロジェクト）として制作された。その際の、デザキの指導教官は、中野晃一だったとされる。
本作が一般公開されたことについて、出演者の一部が抗議しており、ギルバート、マラーノ、山本、藤岡、藤木の5人が、上智大学に対し、本作を制作するに当たってデザキが用いた方法が、同大学の研究に関するガイドラインに違反しているとして、デザキと中野教授への調査を要求し、同大学より調査が実施されるとの連絡があったことを表明している。
キンモンス大正大学名誉教授は、デザキに研究倫理のガイドラインを遵守させる責任があった中野教授に対し、上智大学がなんの対応もしないのであれば、日本の学術研究全体の評価を損なうと批判した。同時に、国際教養学部の学部長である中野の地位を考えれば、上智大が、何ら実際的な行動をとらない可能性もあると述べている。
中野は、本作の出演者でもある。

## 反響
公開2か月後の状況を、朝日新聞は、東京の映画館では満席や立ち見状態になり、上映後には拍手が起きる「異例のヒット」と報じた。
2019年9月、監督と配給会社に対し一部の出演者が訴訟を起こしたことを受け、共催者の川崎市が映画祭事務局に懸念を伝えたことから、一旦KAWASAKIしんゆり映画祭での上映が取り止めになったが、批判が相次ぎ、上映の取り止めは撤回された（しんゆり映画祭 上映中止騒動）。

## 抗議
日本会議がその公式ウェブサイトに本作に対する抗議文を掲載し、本作においては、その所属メンバーや関係者個人の見解が団体の公式な見解であるかのように編集され、また当団体が大日本帝国憲法復活を企てる組織であるかのように描かれているが、そのような内容は事実誤認であると表明した。
一部の出演者から、インタビュー取材の際に「（上智大学大学院の）卒業制作」のためとしか説明せず、一般公開予定作品であることを伏せていたとする主張（山本） や、発言の拡大解釈があるとの批判（ギルバート）を受けた。
2019年5月30日、出演者7人（櫻井、ギルバート、トニー・マラーノ、加瀬、山本、藤岡、藤木）が「商業映画に出演することに承諾していない」などとして、上映中止をもとめる抗議声明を発表した。
これに対して、2019年6月3日、ミキ・デザキ監督は、記者会見において、「出演者全員と交わした合意書で、一般公開の可能性を伝えていた」と指摘 した。具体的には、抗議声明を発表した7人に提示し、うち5人（櫻井、ギルバート、トニー・マラーノ、加瀬、山本）が署名・捺印をした承諾書には「制作者またはその指定する者が、日本国内外において永久的に本映画を配給・上映または展示・公共に送信し、または、本映画の複製物（ビデオ、DVD、または既に知られているその他の媒体またはその後開発される媒体など）を販売・貸与すること（第5項）」とあり、また残る2人（藤岡、藤木）と交わした合意書には「甲（監督）は本映画公開前に乙（出演者）に確認を求め、乙は、速やかに確認する（第5項）」とあり、このことから商業公開される可能性があることを何れの出演者も知っていたと指摘した。

## しんゆり映画祭 上映中止騒動
2019年の「KAWASAKIしんゆり映画祭」で、上映が予定されながら一旦中止になり、その後、上映が決定した。
この出来事についてデザキは、自分の映画が検閲を受けたとコメントした。映画監督の是枝裕和も「行政の懸念を真に受けた作品の取り下げは映画祭の死を意味する」と批判した。
一方、川崎市長は、映画祭の共催者である市側が主催者に懸念を伝えたことを明らかにした上で「訴訟が起きている作品の取り扱いの問題で、内容への指摘ではなく、表現の自由の侵害だという批判は的外れ」だと反論した。
市の担当者は、訴訟について懸念を伝えたが、上映中止を要望したわけではないとしている。担当者は取材に対し「そもそも映画を見ておらず、内容を把握していないので、検閲という批判には当たらないのでは」と答えている。
映画祭側も、川崎市から圧力があったわけではなく、警備や安全面を考慮しての中止の決定だったとしている。
上映中止の撤回が決まると、デザキは、表現の自由の勝利であり「政府の圧力に負けず伝え続けることが大切だ」と訴えた。これに対し、呉智英は、大した事件でないものを事件だと主張することにより商業的・政治的主張の場に利用する手法だと批判した。
デザキ監督に対する訴訟の当事者であり、映画の出演者でもあった藤岡信勝は、映画祭の最終日に来場し、舞台挨拶に参加することを望んだが、受け入れられなかった。

### 影響
映画祭の終了後、本作の問題などで一部の運営スタッフが辞任した。映画祭から距離を置きたいとして運営から離れた市民スタッフも相次ぎ、翌年のしんゆり映画祭は、半分以下の規模に縮小した。

## 訴訟
2019年6月19日、出演者5人（ギルバート、トニー・マラーノ、山本、藤岡、藤木）が映画の上映差し止めと計1300万円の損害賠償を求める訴えを東京地裁に起こした。2022年1月27日、東京地裁は、「合意に反して商業映画として一般公開し、著作権や肖像権を侵害した」と主張する原告側に対し、「監督は国内外で映画を配給できる」という書面を交わしていたなどとして訴えを退けた。
2022年9月28日、知的財産高等裁判所は、一審判決を支持し、原告の控訴を棄却。監督側勝訴の判決を下した。
2022年3月31日、最高裁は上告を棄却。監督と配給会社の全面勝訴に終わった。
民事訴訟原告の一部はデザキを刑事告訴したと主張しているが、その後の経過は不明。

## 評価
フリーライターの清義明は、人権問題として論じる素材としては優れているかもしれないが、「否定派と慰安婦支援派の間にある溝を埋めるのに、これでいいのかという鬱屈した気持ちにならざるをえない」と述べた。また、日本のからゆきの例を上げ、「『主戦場』のように善悪二元論に単純化して説明することはできない」と論評した。
小説家・詩人の池澤夏樹は、映画としてはよく出来ていると評価しつつも、両国と諸勢力を公平に扱い感情的になりがちな議論の温度を下げる為に朴裕河の『帝国の慰安婦』の併読を映画を鑑賞した人々に薦める、とした。
映画本大賞などの選考委員を務める佐野亨は、同時期に公開された「新聞記者」とこの映画について、「現実の『分断』に対して映画はなにをすべきか、と問うたときに、このやりかたはどうしても許容できない。はっきりと怒りを感じた」と述べた。
大正大学のアール・キンモンス名誉教授は、バランスを欠いた内容に加え、デザキが、Ｃ・サラ・ソーや秦郁彦の著書など慰安婦問題に関する重要な学術研究を取り上げておらず、慰安婦問題に関して表面的な知識しか持ち合わせていないと評した。キンモンスは、自分がデザキの指導教官であったなら、過去の文献を読み込み、この問題の歴史的発展を調べてから政治的社会的環境との相互関係を分析し、修士論文にまとめるよう指導するだろうと指摘した。

## 受賞
- 第6回浦安ドキュメンタリー映画祭　大賞[58]

## 脚註